# Złote bloki
Złote bloki – szósty album studyjny polskiego wokalisty Mroza. Wydawnictwo ukazało się 1 kwietnia 2022 roku nakładem wytwórni muzycznej Universal Music Polska.
Album zadebiutował na 3. miejscu polskiej listy przebojów – OLiS. W grudniu 2023 uzyskał certyfikat dwukrotnie platynowej płyty za sprzedaż ponad 60 tysięcy kopii.
Utwór „Złoto” otrzymał nominację do Fryderyków 2022 w kategorii „Utwór roku”. Sam album wygrał tytuł "Albumu roku - pop" podczas Fryderyków 2023, a piosenka "Za Daleko" otrzymała tytuł piosenki roku. 
Album wygenerował 4 hitowe single, muzyka prezentowana na nim ukazuje potencjał Mroza jako producenta i zawiera aranżacje smyczkowe, dęte, oraz gościnne występy raperów. Lirycznie album trzyma się tematyki wspomnień Mroza z m.in. życia w prl-owskich blokach. Za ogół prac w 2022 roku, Mrozu otrzymał tytuł producenta i autora roku na Fryderykach 2023.

## Lista utworów
Opracowano na podstawie materiału źródłowego
| 1.  | „Złoto”                          | 3:11  |
|     |                                  |       |
| 2.  | „Betonowy las”                   | 4:28  |
|     |                                  |       |
| 3.  | „Poligon” (gośc. Donguralesko)   | 3:36  |
|     |                                  |       |
| 4.  | „Galácticos”                     | 3:31  |
|     |                                  |       |
| 5.  | „Za daleko” (gośc. Vito Bambino) | 3:11  |
|     |                                  |       |
| 6.  | „Nogi na stół” (gośc. Jarecki)   | 3:19  |
|     |                                  |       |
| 7.  | „Palę w oknie”                   | 3:38  |
|     |                                  |       |
| 8.  | „Zima”                           | 3:17  |
|     |                                  |       |
| 9.  | „Kalifornia”                     | 3:23  |
|     |                                  |       |
| 10. | „4 dni”                          | 3:00  |
|     |                                  |       |
| 11. | „Bez świadków” (gośc. RAS)       | 4:03  |
|     |                                  |       |
|     |                                  | 38:37 |
|     |                                  |       |

## Pozycje na listach sprzedaży
| Kraj   | Lista (2022–23) | Najwyższa pozycja |
| ------ | --------------- | ----------------- |
| Polska | OLiS – albumy   | 3                 |

| Kraj   | Lista (2022)             | Pozycja |
| ------ | ------------------------ | ------- |
| Polska | OLiS – albumy            | 22      |
| Polska | Lista (2023)             | Pozycja |
| Polska | OLiS – albumy            | 37      |
| Polska | OLiS – albumy fizycznie  | 46      |
| Polska | OLiS – albumy w streamie | 48      |
| Polska | OLiS – albumy – winyle   | 54      |

## Certyfikaty i sprzedaż
| Kraj   | Certyfikat               | Sprzedaż | Data            |
| ------ | ------------------------ | -------- | --------------- |
| Polska | podwójna platynowa płyta | 60 000+  | 20 grudnia 2023 |
| Polska | platynowa płyta          | 30 000+  | 7 grudnia 2022  |
| Polska | złota płyta              | 15 000+  | 20 lipca 2022   |